# Fanny Mendelssohn

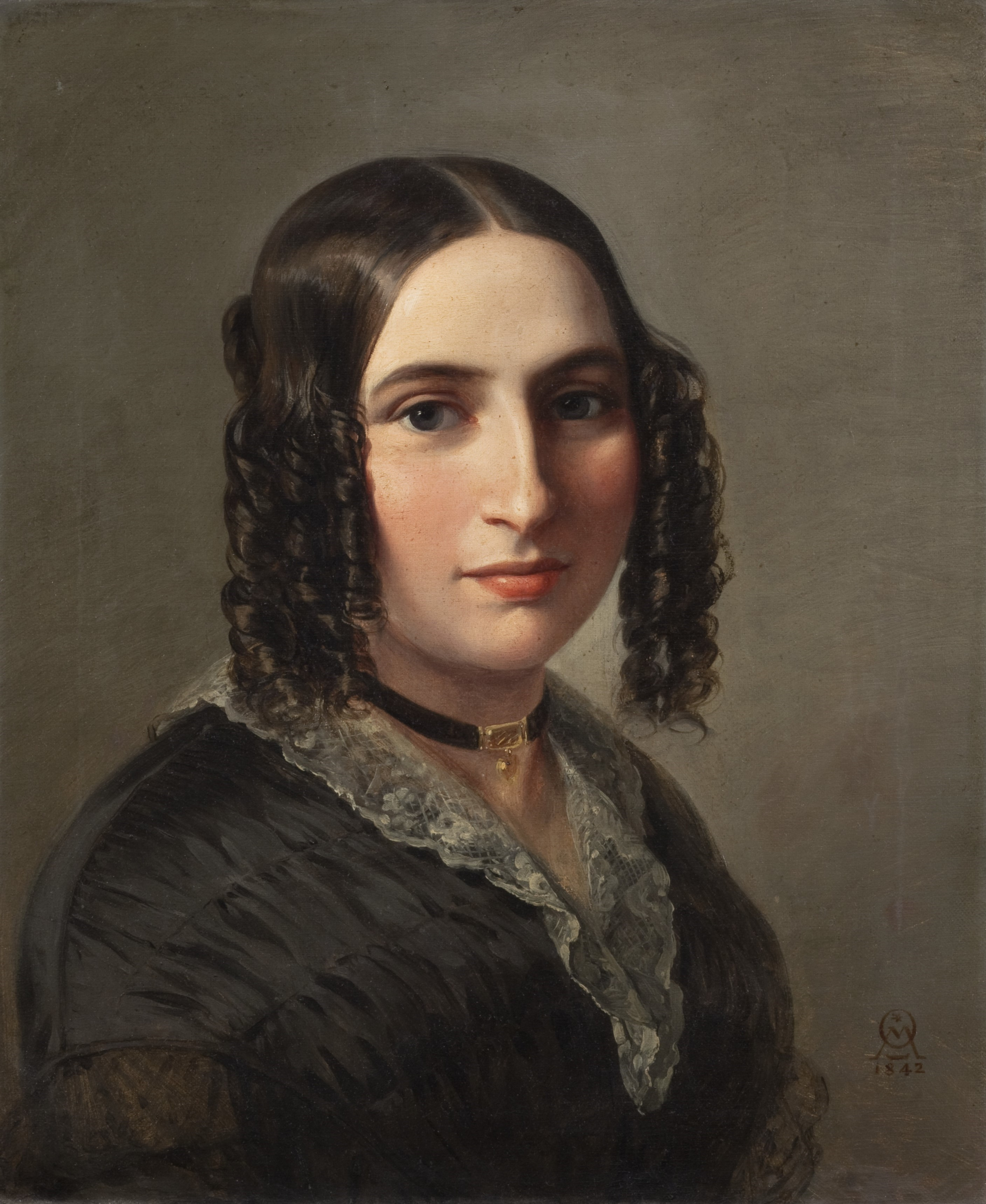
Fanny Hensel, 1842, per Moritz Daniel Oppenheim

Fanny Cäcilie Mendelssohn, posteriorment i per matrimoni Fanny Hensel (Hamburg, 14 de novembre de 1805-Berlín, 14 de maig de 1847), fou una gran compositora i pianista alemanya. Va compondre 466 peces musicals, incloent «cançons sense paraules», gènere del qual és predecessora.
La seva música s'ha convertit en part del repertori habitual mercès a nombroses interpretacions i enregistraments per part del segell Hyperion CPO. Hom diu que la seva música és més entenedora que la del seu germà, Felix Mendelssohn.

## Biografia
Fanny Mendelsshonn va nàixer en el si d'una família benestant. El seu pare, Abraham Mendelssohn, era un banquer i filantrop berlinès, per la qual cosa Fanny gaudí d'excel·lent educació. L'entorn musical de la jove incloïa personalitats com Ignaz Moscheles, sir George Smart, que varen ser els seus mestres, Carl Friedrich Zelter i Ludwig Berger. Visitants de la casa dels Mendelssohn a principis de la dècada de 1820, incloent Ignaz Moscheles i sir George Smart, estaven impressionats pels dos germans.
Des de petita es perfilà com a prodigi musical, raó per la qual la seva educació fou dirigida a la composició. Mendelssohn va començar a rebre formació de la seva mare, qui podria haver après la tradició berlinesa de Bach a través dels escrits de Johann Philipp Kirnberger, un alumne de Johann Sebastian Bach. Als 14 anys, Fanny ja podia tocar els 24 preludis de El clavecí ben temperat de Bach de memòria, i ho va fer en motiu de l’aniversari del seu pare el 1819. Segons la seva mare, Fanny havia nascut «amb els dits per tocar fugues de Bach». Més enllà de la inspiració de la seva mare Lea, la tradició musical familiar remunta a les seves tietes Fanny von Arnstein i Sarah Levy, ambdues amants de la música, la primera patrona d’un saló i la segona, una teclista reconeguda.
Després d’estudiar breument amb la pianista Marie Bigot a París, Fanny i el seu germà Felix van rebre lliçons de piano de Ludwig Berger i formació en composició de Carl Friedrich Zelter a partir de 1819. Zelter aviat va apreciar les capacitats de Fanny i va escriure a Johann Wolfgang von Goethe el 1816, en una carta en què presentava a Abraham Mendelssohn al poeta: «Té uns fills adorables i la seva filla gran podria donar-te alguna cosa de Sebastan Bach. Aquesta noia és realment especial».
A l’octubre de 1820, es van unir a la Sing-Akademie zu Berlin, la qual dirigia Zelter en aquell moment. La favorable situació econòmica de la família va permetre que els dos fills reberen na sòlida cultura general. Tots dos estudiaven des de les cinc del matí fins a les últimes hores de la tarda. Aquest horari rigorós era una tradició familiar des de l’època de l’avi filòsof.
Molt més tard, en una carta de 1831 a Goethe, Zelter descrivia la habilitat de Fanny com a pianista amb el major elogi per a una dona en aquell moment: «... toca com un home». Els visitants de la casa Mendelssohn a principis de la dècada de 1820, inclososos Ignaz Moscheles i George Thomas Smart quedaren igualment impressionats pels dos germans.
El 1829 va contraure matrimoni amb el pintor Wilhelm Hensel. Un cop casada, cada dilluns organitzava reunions musicals a casa seva en les quals exposava les seves pròpies obres. Un any després de la seva mort, el seu marit va persuadir dos editors que van imprimir una selecció de les seves obres. La majoria d'aquestes però, encara no estan publicades. El seu debut públic és el 1838, quan interpreta el Concert núm. 1 per a piano del seu germà.
Mor a Berlín el 1847 a causa d'un infart cerebral durant un assaig d'un concert del seu germà, on s'estava interpretant l'obra Die erste Walpurgisnacht. La mort de Fanny causà tan gran dolor al seu germà Felix, que la pena també el portà a la tomba en menys de sis mesos després. Abans, li va dedicar la seva última gran obra, el Quartet de corda núm. 6.

## Context social i familiar
El context social masclista de l'època no li va permetre assolir major fama. El seu pare, el 1820, li va escriure: "Potser la música acabarà sent la professió del teu germà, mentre que per a tu només pot ser i ha de ser un ornament". Tot i haver rebut la mateixa educació musical que el seu germà, els camins es van bifurcar en deixar la infantesa enrere. Fanny va haver d’acceptar que mai desenvoluparia cap tipus d’identitat professional, sota la creença que ‘el seu deure com a dona’, segons el seu pare, li ocuparia gran part del seu temps, ja que era la seva ‘autèntica vocació’.
El seu pare sempre la va elogiar per mostrar-se sensata i per mantenir-se fidel als sentiments i la conducta femenins de l’època. El més terrible és que Abraham admet que si Fanny hagués ocupat el lloc de’n Felix, «hauria merescut la mateixa aprobació».
En les seves composicions, és el seu entorn social qui també dicta, en forma de judici sobre les seves primeres peces, com la seva música hauria de ser, basant-se en la seva concepció de ‘feminitat’, més aviat ‘lleugera, agradable i natural’ i sense cap ambició ni complexitat. La composició és un ornament femení, una virtut domèstica, un plaer privat.
Per una altra banda, Fèlix li donava suport tant com a compositora com a intèrpret i li deixava publicar obres en nom seu. Fanny ajudava a Felix en les seves peces.
Entre els dos germans hi havia una estima sincera i insòlita. Durant la seva vida es va mantenir sempre una dinàmica d’intercanvi de material musical. Amb freqüència es barrejaven idees i frases musicals entre les seves composicions, se citaven mútuament i es recolzaven, fins al punt de dependre l’un de l’altre per completar l’acte creatiu.
(l'estudi en sol menor de Fanny, compost al 1838 cita material del primer moviment del concert per piano n.2 op.40 de Felix.)
El vincle dels germans era fort per la seva passió compartida per la música. Les obres de Fanny sovint eren tocades al costat de les del seu germà a la casa de la família a Berlín en una sèrie de concerts dominicals (Sonntagskonzerte), que originalment eren organitzats pel seu pare i, després de 1831, va continuar la mateixa Fanny. El 1822, quan Fanny tenia disset anys i Felix tretze, va escriure: «Fins al moment present posseeixo la seva confiança il·limitada [la de Felix]. He observat el progrés del seu talent pas a pas i puc dir que he contribuït al seu desenvolupament. Sempre he estat el seu únic assessor musical i mai escriu un pensament abans de sotmetre'l al meu judici ».
El 1826 o 1827, Felix va acordar amb Fanny que algunes de les seves cançons fossin publicades sota el seu nom, tres a la seva col·lecció op. 8 i tres més a la seva op. 9. El 1842, aquest fet va provocar un moment compromès quan la reina Victòria, quan va rebre a Felix al Palau de Buckingham, va expressar la seva intenció de cantar-li a compositor la seva cançó preferida, «Italien» (amb lletra de Franz Grillparzer), i Felix va confessar era de Fanny.
Sempre hi va haver una correspondència musical entre els dos. Fanny va ajudar a Felix brindant-li crítiques constructives de peces i projectes, que ell sempre va considerar. En Felix reelaboraria peces basant-se en els suggeriments que ella feia, i la va anomenar «Minerva» en honor de la deessa romana de la sabiduria. La seva correspondència dels anys 1840 i 1841 revela que tots dos estaven delineant escenaris per a una òpera sobre el tema del Cantar dels nibelungs (Nibelungenlied), que mai es va materialitzar. Fanny va escriure: «La caça amb la mort de Sigfrid proporciona un esplèndid final a el segon acte».
El 1829 va contraure matrimoni amb el pintor Wilhelm Hensel. Un cop casada, cada dilluns organitzava reunions musicals a casa seva en les quals exposava les seves pròpies obres. Ja cap al 1839, els diumenges musicals del n.3 de la Leipzigerstrasse, adquireixen major abast i comencen a rebre q personalitats externes a l'entorn familiar.
Wilhelm Hensel, també feia costat a Fanny en la composició, però, a diferència d'altres del seu cercle, que la recolzaven només en l’àmbit privat, la va empènyer a que publiqués.
La historiadora de la música Nancy B. Reich ha suggerit dos events que van poder augmentar la seva confiança. Una, va ser la seva visita a Itàlia, amb el seu marit i Sebastian, al 1839-1840. En aquesta primera visita Es va sentir animada i inspirada; També van passar estones amb joves músics francesos que havien guanyat el premi de Roma (un d'ells era el jive Charles Gounod). El seu respecte per Fanny impulsava la seva autoestima com a músic. L'altre event va ser la seva amistat amb l'entusiasta de la música Berlín Robert von Keudell. en el seu diari va escriure: «Keudell mira tot allò nou que escric amb gran interès i m'aconsella sobre què podria corregir... Sempre m'ha donat el millor consell».
La seva reputació ha estat redimida per associacions que cerquen reivindicar el paper de la dona en la creació musical.

## La seva obra musical
Fanny Mendelsohnn va compondre 466 peces musicals. Set dels opus de petites obres individuals van ser publicades durant la seva vida (entre 1847 i 1847). Més tard, quatre col·leccions més van arribar a publicar-se pòstumament. Aquestes son una petita mostra de la seva gran producció, que abarca centenars de peces. Va escriure en diversos dels gèneres populars, especialment Lieder i peces per teclat —moltes d’elles van ser escrites per a la interpretació dins l’àmbit privat, en els Diumenges musicals. També va sescriure algunes obres per orquestra i cambra i algunes obres per a la ‘escena dramàtica’, d'entre les quals en destaquen el Trio per a piano Op. 11, un quartet per piano (1822), un quartet de corda, un oratori orquestral i quatre cantates. Fanny, en la seva música desenvolupa un estil propi ple de subtileses en el terreny harmònic i melòdic, amb una clara influència del contrapunt doble que havia estudiat amb Carl Friedrich Zelter) La major part de l’obra de Fanny després del seu matrimoni és variada, però se centra en peces per a piano i cançons. Arribarà a escriure una sonata, el 1828 (Sonata de pasqua en La major)
El 1831, escriu, durant l'epidèmia, Cantate nach Aufhören der Cholera (Cantata del còlera), Són trenta minuts de música, tres anys abans que Felix acabés el seu primer oratori.
Pel primer aniversari del seu fill Sebastian escrigué una cantata, la Lobgesang (Cançó d’alabança).
En aquell any també es van escriure dues obres per orquestra, solistes i cor: Hiob, Kantate i un oratori de 16 seccions, Höret zu, merket auf (Escolta i pren nota). El 1832 escriu una obertura, la seva obra orquestal de major format.
En 1840 compongué, per a la celebració de ’aniversari de Wilhelm Hensel, un cicle de peces per piano que representen els mesos de l’any, Das Jahr (L’ any). La música la va escriure en paper tenyit i el seu espòs va realitzar les il·lustracions,amb cada peça acompanyada d’un breu poema. L’obra dura aproximadament una hora i funciona com una suite per a piano sol de 12 moviments, que es troben sota un mateix context tonal. Todd el compara amb els cicles de Robert Schumann. Els elements més rellevants son l’ús de corals (que ressalten la passió de Fanny per Bach i un ús d’un motiu unificador, derivat de les (evocadores i contingudes) octaves descendents del baix amb el què comença ‘gener’.
L'escriptora Kristine Forney ha suggerit que els poemes, les obres d’art i el paper de colors poden representar les diferents etapes de la vida, mentre que altres suggereixen que representen la seva pròpia. En canvi, John E. Toews interpreta que aquest cicle és com el diari retrospectiu de l'estada de Fanny Mendelssohn a Itàlia durant els anys 1839 i 1840. En una carta de Roma, Fanny va descriure el procés d'aquesta composició: 
I have been composing a good deal lately, and have called my piano pieces after the names of my favourite haunts, partly because they really came into my mind at these spots, partly because our pleasant excursions were in my mind while I was writing them. They will form a delightful souvenir, a kind of second diary. But do not imagine that I give these names when playing them in society, they are for home use entirely
Després de Das Jahr, segueix component Lied i Cançons per piano, el 1846 treballa en un conjunt de 51 obres, antigues i noves, per a Robert von Keudall. Aquest mateix any, després d’un breu apropament de dos editorials de Berlín i sense consultar a Felix, Fanny decidí publicar una col·lecció de les seves cançons sota el seu nom de casada, «Fanny Hensel geb. [i.e. née] Mendelssohn-Bartholdy».
El març de 1847, Fanny es va reunir sovint amb Clara Schumann. En aquell moment, ella estava treballant en el seu Trio per a piano op. 11 (aquesta seria la seva última obra de gran format) i Clara havia completat recentment el seu propi Trio per piano (op. 17), que pot ser tendria la intenció de dedicar a Clara.

### Lied
El Lied és el gènere compositiu més explotat per Fanny. De totes les obres que va escriure, prop de 250 (dels quals 100 pertanyen a col·leccions privades) eren lieder per soprano i piano, així com més d’un centenar de peces per a piano sol. Fanny Hensel va musicar l’obra de nombrosos poetes contemporanis, així com alguns de finals del s. XVIII. Els textos dels lieder sovint provenien de poetes contemporanis, principalment Johann Wolfgang von Goethe (46), Heinrich Heine (27), Joseph von Eichendorff (20), Ludwig Tieck (16), Ludwig Hölty (14), Johann Heinrich Voß (14) o Jean-Pierre Claris de Florian (13). El seu marit, Wilhelm Hensel, pintor, gravador i poeta, també li escrigué una vintena de textos. Alguns dels poetes eren membres del cercle dels Mendelssohn a Berlin.
Els poemes de Goethe són els musicats més sovint per Fanny al llarg de tota la seva carrera, fins i tot abans que es trobessin els dos artistes a Weimar, el 1822, i ell reconegués el seu talent.
Entre les seves cançons cal esmentar: Italien, Im Herbste, Sehnsucht, Bergerslust, Ferne, Harfners Lied, Warum sind denn die Rosen so blass, Ach! Die Augen sind es weider, Ich wandelte unter den Baumen, Abendbild, Nach Suden, Kommen und Scheiden, Gondellied i Lied fur Klavier.
Fou una compositora amb veu pròpia, en aquest sentit, amb una intenció de difuminar les fronteres entre gèneres, Hensel insisteix que les seves obres per piano son ‘lieder per piano’, en comptes de Cançons sense paraules, tal com el seu germà va bautitzar els sis volums publicats d’aquestes peces. Utilitza aquesta forma per explorar harmonies, relacions tonals i emplear cromatismes i mostrar totes les subtileses del seu estil. Un clar exemple, possiblement el mes destacat, és Dein ist mein Herz (d’un poema de Nikolaus Lenau).
Els Lieder de Fanny Hensel són estilísticament variats. Molts són convencionals i presenten trets tradicionals del Lied nord-alemany, l'escenari musical simple del qual va ser defensat pels contemporanis Zelter, Goethe i Hegel. D’altres, son imaginatius i mostren un estil individualista que prové de Franz Schubert..
La majoria dels Lieder de la dècada de 1820 mostren la influència del Volkslied, amb una forma estròfica per les seves cançons i acompanyaments de piano, que amb freqüència duplicaven la línea de la veu. Tenien una textura escassa, ritmes repetitius en la veu i l’acompanyament, frases clares, configuració de text sil·làbic, poques marques d’expressió, harmonia diatònica, melodia diatònica i una mínima sensació de ritme dramàtic que caracteritzen aquest estil.
El primer Lied que va sobreviure, del 1819, té la dedicatòria: "Lied zum Geburtstag des Vaters am 11. Dezember 1819".
Durant els anys anteriors al seu matrimoni, Fanny va ser molt activa component Lieder. Va ser per a ella la principal via d'accés a la composició i va abocar la seva creativitat i tots els seus recursos compositius sobre l'únic format al qual podia accedir. Així és com en el Lied explora al màxim les posibilitats harmòniques, textures, ritme i forma que li ofereix aquest gènere. El 1823, el seu any més prolífic, és quan escriu 32 lieder, quan estava promesa però separada de Wilhelm. No obstant, en una carta a Felix, el 1835, (GB, IV No. 13), Fanny atribueix la seva abundant i magnífica producció de lied a una falta d’habilitat: 
"What I lack is the ability to work out ideas properly.... Therefore, Lieder suit me best, in which, if need be, merely a pretty idea without much development is sufficient."
Fanny té tres cicles breus de poemes, solia compondre-los de manera individual.